# Юнаков, Михаил Алексеевич
 Михаил Алексеевич Юнаков (1790—1820) — магистр исторических наук и экстраординарный профессор географии и статистики Императорского Казанского университета, редактор газеты «Казанские известия».

## Биография
Михаил Юнаков родился в 1790 году; двенадцати лет он поступил в Казанскую гимназию, откуда 9-го января 1807 года перешел в Казанский университет на историко-филологический факультет.
По окончании университета, за успехи в исторических науках, Юнаков 3 августа 1811 года был удостоен звания магистра исторических наук, а через год был назначен помощником инспектора студентов.
Избранный 13 мая 1814 года секретарем отделения словесных наук, он в следующем году вошел с ходатайством в это отделение об удостоении его звания адъюнкта исторических наук. Университетский совет, рассмотрев представленные им два рукописных труда: «Взгляд на происшествия, к церкви российской относящиеся» и «Рассуждения об истории российского государства», удовлетворил его просьбу, и последний 24 сентября 1815 года был утвержден в этом звании.
В том же году он начал читать курс русской географии и статистики (по Зябловскому) и всеобщей географии (по Гаспари). В следующем году, продолжая читать географию, Михаил Алексеевич Юнаков, сверх того, был назначен редактором «Казанских Известий» и снова избран секретарем отделения словесных наук.
Затем состоял университетским синдиком, членом училищного комитета и старшим надзирателем Казанской университетской гимназии. Чтобы получить звание экстраординарного профессора, он в январе 1819 года представил в университетский совет два своих сочинения: «Математическая география» и «Естественная география», по рассмотрении которых был избран советом 11 февраля того же года в экстраординарные профессора, но утвержден в этом звании не был ввиду начавшейся ревизии университета Магницким, после которой Юнаков, в числе многих других профессоров, покинул университет.
Михаил Алексеевич Юнаков умер от нервной горячки 3 января 1820 года, на 30-м году жизни.